# Tetraplaria dichotoma
Tetraplaria dichotoma är en mossdjursart som först beskrevs av Osburn 1914.  Tetraplaria dichotoma ingår i släktet Tetraplaria och familjen Tetraplariidae.
Artens utbredningsområde är Mexikanska golfen. Inga underarter finns listade i Catalogue of Life.